# Barito
Barito (Sungai Barito) är det största vattendraget på Borneo, Indonesien med en längd av 775 kilometer.
Barito har sina källor på berget Lesong flyter åt söder och mynnar i Javasjön. Kring nedre loppet omges floden av vidsträckta sankmarker. Barito var tidigare en ganska betydande trafikled.